# 大熊山
大熊山（おおくまやま）は、富山県中新川郡上市町にある山。標高は1628.5m。富山県登山連盟の富山の百山の一つ。

## 概要
大日連峰の前衛峰で、早月川の左岸にある山である。早乙女岳からの北の尾根に位置している。
山頂はなだらかな台地で、一部草原がある。展望がよく、毛勝三山や大日岳、剱岳などが見える。

## 生態
標高1200m以下の所では立山杉の巨木が見られる。1200m以上になるとブナやミネカエデの森林が見られるようになり、1500m地帯ではダケカンバが見られる。
山頂付近に池塘のある草原があり、珍しいものではイワショウブや、高山植物と言われるチングルマが自生する。その他にはイワカガミ、コバイケイソウ、ツマトリソウ、ミツバオウレン、モウセンゴケなども見られる。

## 登山
無雪期には小又林道から尾根に取り付いて登るルートがある。ストイックな急斜面が続く細尾根で体力が要る。富山の百山によるとゲートからの目安往復歩行時間は7時間。
残雪期にはゆるやかな谷であるコット谷を登って2.5時間程度で山頂に至る。急斜面であるが、大熊谷から登るコースもある。